# Flickan från ovan (roman)
Flickan från ovan (originaltitel: The Lovely Bones) är en roman från 2002 av Alice Sebold. I Sverige utgavs den av Wahlström & Widstrand år 2003 i översättning av Lisbet Holst. Romanen blev snabbt en bästsäljare i USA, där den sålts i flera miljoner exemplar.

## Handling
En fjortonårig flicka på 1970-talet blir våldtagen och mördad av sin granne då hon är på väg hem från skolan. Genom sina ögon i himlen får hon se hur hennes familj och vänner klarar sig utan henne, hur man går vidare i livet och kanske kan vara lycklig igen efter en tragisk olycka. Hon vakar över sin familj från ovan i väntan på att hennes mördare ska få sitt straff.

## Filmatisering
Romanen filmatiserades 2009 med samma titel i regi av Peter Jackson och med bland andra Mark Wahlberg och Susan Sarandon i rollerna.